# 纯阳宫 (太原)
纯阳宫俗名吕祖庙，位于山西省太原市迎泽区柳巷街道起凤街社区起凤街1号（东口），即五一广场西北隅，地处闹市区是太原市现存规模最大的道教宫观，为供奉吕洞宾（道号纯阳子）的道场。现为山西省艺术博物馆所在地，经常举办艺术展览。

## 历史
纯阳宫创建于元初，明万历二十五年（1597年），晋王朱新扬、朱邦祚兄弟二人进行大规模扩建，清乾隆年间又加以扩建。

## 建筑
纯阳宫集庙宇、园林风格为一体，由南向北共五进院落，占地1.1万平方米。

### 第一进
木牌坊为四柱三楼歇山顶，正面和背面分别题刻“吕天仙祠”、“蓬莱仙境”。东有假山，西有碑廊。

### 第二进
“道德之门”两侧有明代孙一元撰写的楹联“道合昊天䒶上仙班第一”、“祠开晋地埊下栋宇无双”。过道德之门进入第二院。

### 第三进
正殿吕祖殿建于明代，正殿吕祖殿的面阔、进深均为三间，歇山式，上覆绿琉璃瓦，彩绘“八仙过海”图。

### 第四进
进“虚无洞”（匾额“别有洞天”、“瀛洲妙境”）为第四进，精华部分九宫八卦院，按照八卦方位建造。

### 五进院：潜真洞
过“灵宝洞”进入第五进院。院内均为两层建筑。三层建筑“小天台”为纯阳宫最高建筑。

## 保护
1996年1月12日，纯阳宫公布为第三批山西省文物保护单位。
2013年3月5日，纯阳宫列为第七批全国重点文物保护单位，编号7-0863-3-161。
- 木牌坊
- 道德之門
- 呂祖殿
- 九宫八卦院
- 潜真洞